# Rytineva
Rytineva är en sumpmark i Finland. Den ligger i Haapavesi i landskapet Norra Österbotten, i den centrala delen av landet, 400 km norr om huvudstaden Helsingfors.